# Nautla (kommun)
Nautla är en kommun i Mexiko.   Den ligger i delstaten Veracruz, i den sydöstra delen av landet, 260 km öster om huvudstaden Mexico City.
Följande samhällen finns i Nautla:
- Nautla
- La Martinica
- Adalberto Tejeda
- El Josco
- El Porvenir